# يوسوفا موكوكو
يوسوفا موكوكو (بالألمانية: Youssoufa Moukoko؛ مواليد 20 نوفمبر 2004) هو لاعب كرة قدم ألماني يلعب في مركز الهجوم مع نادي بوروسيا دورتموند في الدوري الألماني. وهو معروف بقدرته التهديفية. ولد موكوكو في الكاميرون، ويمثل ألمانيا على الصعيد الدولي.

## مسيرته الكروية

### مسيرته المبكرة
لعب موكوكو في فريق سانت باولي تحت 13 عامًا من 2014 إلى 2016 وسجل 23 هدفًا في 13 مباراة كمهاجم. في يوليو 2016، انتقل إلى أكاديمية بوروسيا دورتموند للشباب. لعب باعتباره اللاعب الوحيد الذي كان يبلغ من العمر 13 عامًا في دوري الدرجة الأولى الألماني تحت 17 عامًا مع دورتموند. انتقل موكوكو إلى فريق تحت 19 عامًا لموسم 2019–20 في سن 14 عام، وسجل ستة أهداف في أول مباراة له في دوري الدرجة الأولى الألماني تحت 19 عامًا في مباراة الفوز بنتيجة 9–2 على فوبرتال. أكمل أول مباراة له في الدوري الأوروبي للشباب في 17 سبتمبر 2019 ضد برشلونة، ليصبح أصغر لاعب يشارك في المسابقة. في 23 أكتوبر 2019، سجل موكوكو الهدف الأول في مباراة ضد إنتر ميلان، مما جعله أصغر لاعب يسجل هدف في الدوري الأوروبي للشباب.

### بوروسيا دورتموند
منذ يناير 2020، سُمح لموكوكو أيضًا بالتدريب مع فريق بوروسيا دورتموند الأول تحت قيادة لوسيين فافر. نظرًا لتغيير القيود العمرية السابقة للاتحاد ألمانيا لكرة القدم في عام 2020، أصبح مؤهلاً للعب في الدوري الألماني بعد عيد ميلاده السادس عشر. في اليوم التالي، عندما كان يبلغ من العمر 16 عامًا ويوم واحد، شارك لأول مرة مع دورتموند كبديل في الدقيقة 85 عن آرلينغ هالاند ضد هرتا برلين. وبمشاركته أصبح أصغر لاعب في تاريخ الدوري محطمًا الرقم القياسي السابق الذي سجله نوري شاهين بعمر 16 عامًا و334 يومًا . انتهت مباراة الذهاب بالفوز 5–2 لدورتموند. في 8 ديسمبر 2020، شارك موكوكو لأول مرة مع دورتموند في دوري أبطال أوروبا كبديل أمام زينيت سانت بطرسبرغ، ليصبح أصغر لاعب في تاريخ البطولة بعمر 16 عامًا و18 يومًا، محطمًا الرقم القياسي الذي كان يحمله سيلستين بابايارو سابقًا بعمر 16 عامًا و87 يومًا. اعتبارًا من 15 ديسمبر 2020، أصبح أصغر لاعب على الإطلاق يشارك كأساسي مباراة بالدوري الألماني. وسجل هدفه الأول بعد ثلاثة أيام في 18 ديسمبر 2020 ضد يونيون برلين. وبذلك، أصبح أصغر هداف في تاريخ الدوري الألماني بعمر 16 عامًا و28 يومًا، محطماً الرقم القياسي الذي كان يحمله فلوريان فيرتز بسن 17 عامًا و34 يومًا.

## مسيرته الدولية
ولد موكوكو في ياوندي، الكاميرون، ولعب مع المنتخب الألماني تحت 16 سنة لأول مرة في 11 سبتمبر 2017 بفوزه 3–1 على النمسا. بعد يومين، في مباراته الثانية ضد نفس الخصم، سجل هدفي ألمانيا في مباراة الفوز 2–1. في ذلك الوقت كان أصغر لاعب في المنتخب الوطني تحت 16 سنة. من أجل حماية موكوكو من الكثير من الاهتمام الإعلامي، قرر كل من بوروسيا دورتموند والاتحاد ألماني لكرة القدم عدم الاستمرار في استخدامه في الفرق المختارة في الوقت الحالي.
في مارس 2021، تلقى استدعاءًا من منتخب ألمانيا تحت 21 سنة، لكنه تعرض لإصابة في التدريبات، مما أدى إلى استبعاده حتى نهاية موسم 2020-21.

## حياته الشخصية

### العائلة
في السنوات العشر الأولى من حياته، نشأ موكوكو مع أجداده في عاصمة الكاميرون ياوندي في حي تقطنه أغلبية مسلمة. والده، الذي يعيش في هامبورغ كمواطن ألماني منذ تسعينيات القرن الماضي، أحضر ابنه إلى ألمانيا في صيف عام 2014. ويوسف موكوكو لديه أربعة أشقاء، يلعب الأخ الأكبر ليوسف موكوكو، بوريل، مع شفارز فيس إسين منذ عام 2019.

### الرعاية
أبرم موكوكو عقد إعلان بقيمة 10 ملايين يورو مع شركة تصنيع السلع الرياضية نايكي منذ عام 2019.

## الإحصائيات
آخر تحديث 6 فبراير 2021.
| النادي           | الموسم   | الدوري          | الدوري | الدوري  | الكأس  | الكأس   | قاري   | قاري    | أخرى   | أخرى    | المجموع | المجموع |
| النادي           | الموسم   | الدرجة          | الظهور | الأهداف | الظهور | الأهداف | الظهور | الأهداف | الظهور | الأهداف | الظهور  | الأهداف |
| ---------------- | -------- | --------------- | ------ | ------- | ------ | ------- | ------ | ------- | ------ | ------- | ------- | ------- |
| بوروسيا دورتموند | 2020–21  | الدوري الألماني | 14     | 3       | 0      | 0       | 1      | 0       | 0      | 0       | 15      | 3       |
| الإجمالي         | الإجمالي | الإجمالي        | 14     | 3       | 0      | 0       | 1      | 0       | 0      | 0       | 15      | 3       |

## الإنجازات
- كأس ألمانيا: 2020–21

## وصلات خارجية
- يوسوفا موكوكو على موقع الاتحاد الأوربي (الإنجليزية)
- يوسوفا موكوكو على موقع إي إس بي إن إف سي (الإنجليزية)
- يوسوفا موكوكو على موقع قاعدة بيانات كرة القدم.إي يو (الإنجليزية)
- يوسوفا موكوكو على موقع بيانات كرة القدم. دي إي (الألمانية)
- يوسوفا موكوكو على موقع ليكيب (الفرنسية)
- يوسوفا موكوكو على موقع ناشيونال فوتبول تيمز (الإنجليزية)
- يوسوفا موكوكو على موقع Soccerbase.com (لاعب) (الإنجليزية)
- يوسوفا موكوكو على موقع Soccerway.com (الإنجليزية)
- يوسوفا موكوكو على موقع عالم كرة القدم.نت (الإنجليزية)
- يوسوفا موكوكو على موقع AS.com (الإسبانية)